# Dysiodes beauforti
Dysiodes beauforti es una especie de insecto coleóptero de la familia Chrysomelidae. Fue descrita en 1908 por Weise.